# Poliana micra
Poliana micra är en fjärilsart som beskrevs av Rothschild och Jordan 1903. Poliana micra ingår i släktet Poliana och familjen svärmare. Inga underarter finns listade i Catalogue of Life.